# Maggiorino Ferraris
Maggiorino Ferraris (Acqui Terme, 6 aprile 1856 – Roma, 23 aprile 1929) è stato un politico italiano.

## Biografia
Fu ministro delle poste e telegrafi del Regno d'Italia nel terzo e quarto governo Crispi e ministro per le terre liberate dal nemico nel Governo Facta I.
Diresse a partire dal 1897 la rivista Nuova Antologia, uno dei più importanti periodici culturali italiani.
È ricordato nella storia d'Italia per aver proposto nel 1905 la legge che dichiarerà l'attività ferroviaria quale 'esercizio di stato'.
Il suo elegio funebre, nel 1929, fu fatto da Luigi Federzoni.